# Светски трговински центар 4
Светски трговински центар 4 (енгл. 4 World Trade Center) облакодер је који је део комплекса Светски трговински центар у Њујорку. Налази се на југоисточном углу комплекса Светски трговински центар, где се налазила оригинална 9-спратна зграда Светског трговинског центра 4. Добитник Прицкерове награде, архитекта Фумихико Маки, дизајнирао је ову зграду, високу 298 метара. У згради је смештено седиште Лучке управе Њујорка и Њу Џерзија.
Изградња зграде је почела у јануару 2008, а за станаре и јавност отворена је 13. новембра 2013. Од 2016. године, ово је тренутно трећа највиша зграда у обновљеном комплексу Светски трговински центар иза Светског трговинског центра 1 и Светског трговинског центра 3. Међутим, очекује се да ће Светски трговински центар 2 надмашити висину и треће и четврте куле. Укупна површина зграде укључује 167.000 квадратних метара канцеларијског и малопродајног простора.

## Првобитна зграда (1977–2001)
Првобитни Светски трговински центар 4 био је 9-спратна ниска пословна зграда завршена 1977. године, висока 118 метара, која се налазила у југоисточном углу комплекса Светски трговински центар. Први закупци уселили су се у зграду у јануару 1977. године. Главни закупци зграде били су Дојче банк (4, 5. и 6. спрат) и Њујоршки трговински одбор (7, 8. и 9. спрат). На страни зграде која је гледала према улици Либерти налазио се улаз у тржни центар у Светском трговинском центру на нивоу подрума СТЦ-а. Практично је уништен као резултат колапса Јужне куле током напада 11. септембра 2001, а њени остаци су касније срушени да би се направило место за изградњу нових небодера: Светског трговинског центра 4 и Светског трговинског центра 3. Светски трговински центар 4 био је дом пет робних берзи на тадашњем једном од највећих светских трговинских спратова. Након уништења зграде током напада 11. септембра, спасиоци и геодети који су истраживали подрум зграде открили су велике количине златних и сребрних полуга у своду; знатна количина кованица које је тамо чувала Банка Нове Шкотске купљена је 2002. године, као напоре за чишћење од стране Лија С. Миншула из Калифорније, који је потом кованице предао PCGS-у на оцењивање; ови новчићи имају јединствене етикете на својим држачима и од тада су ушли у руке колекционара.
| Спрат | Компаније |
| ----- | --- |
| 9     | Њујоршки трговински одбор                                                                                                   |
| 8     | Њујоршки трговински одбор                                                                                                   |
| 7     | Њујоршки трговински одбор, Gelderman, Inc., Overseas-Chinese Banking Corp., Њујоршка берза                                  |
| 6     | Дојче банк |
| 5     | Дојче банк, Green Coffee Association                                                                                        |
| 4     | Дојче банк |
| 3     | |
| 2     | |
| L     | Tony Gemelli's Restaurant & Bar, Marche Restaurant, Flowers of the World, XandO-Cosi, Sam Goody, Structure, Banana Republic |
| C     | Тржни центар |

- Снимак из ваздуха неколико дана након напада. Север је приближно у горњем десном углу фотографије.
- СТЦ 4, југоисточни угао. Остаци СТЦ-а и суседне зграде.
- Поглед из птичје перспективе на комплекс Светског трговинског центра после напада 11. септембра 2001. године, са оригиналним локацијама зграда.
- Прелиминарни планови локација за обнову Светског трговинског центра.
- Бивши план локације, са оригиналним Светским трговинским центром 4 на југоисточном углу.

## Тренутна зграда

### Конструкција
Изградња је почела 2008. године. Зграда је достигла ниво улице у новембру 2009. Сигурносна чаура постављена је у децембру 2010. Прво стакло је постављено у мају 2011. године. У новембру 2010, три PureCell горивне ћелије испоручене су на локацији Светског трговинског центра, што ће заједно обезбедити око 30% струје за кулу. Грађевински инжењер зграде је фирма Лесл Е. Робертсон, са седиштем у Њујорку.
Дана 16. фебруара 2012, један од каблова грађевинске дизалице у згради пукао је при подизању челика, због чега је челик пао са висине од 40 спратова и слетео на камион са равним лежајем. Није пријављено повређивање. Изградња зграде је настављена након несреће.
Дана 25. јуна 2012, челик је достигао врх на 72. спрату. Конструктивни челик и бетон завршени су до 1. јуна 2013, праћени уклањањем грађевинске ограде у септембру и отварањем зграде 13. новембра исте године. Трошкови изградње Светског трговинског центра 4 износили су 1,67 милијарди америчких долара, што је финансирано из фондова осигурања и Либерти обвезница. Први закупци који су се уселили биле су две владине агенције, а од јула 2015. године зграда је у закупу од 62%.

#### Галерија
- Изградња 26. марта 2011.
- Изградња 7. августа 2011.
- Изградња 4. октобра 2011.
- Изградња 12. марта 2012.
- Изградња 17. октобра 2012.

### Изглед и попуњеност
Надземни део зграде намењен малопродаји (који се састоји од приземља, три спрата непосредно изнад приземља, као и два спрата под земљом), смешта канцеларије у два различита облика спрата. Од 7. до 46. спрата, типични спрат заузима 3.376 квадратних метара у облику паралелограма (који је дизајниран да одражава конфигурацију локације). Од 48. до 63. спрата, површина је 2.600 квадратних метара у облику трапеза, обликована тако да се отвара према врху острва Менхетн, а такође је троугласто окренута ка Светском трговинском центру 1. Торањ укључује пет нивоа механичких спратова. Њујоршка управа за струју изабрала је UTC Power да обезбеди 12 горивних ћелија PureCell модел 400 које ће се користити за снабдевање електричном енергијом, водом и топлотом. Према програмеру, комбиновани системи биће рангирани као једна од највећих инсталација горивих ћелија на свету. Горњи спратови зграде немају унутрашње стубове.
Седиште Лучке управе Њујорка и Њу Џерзија налази се у Светском трговинском центру 4, закупљујући приближно 55.813 квадратних метара у Светском трговинском центру 4 за своје ново седиште. Лучка управа Њујорка и Њу Џерзија раније је имала седиште у Светском трговинском центру 1 у првобитном комплексу Светског трговинског центра, пре него што је уништен. Након тога Лучка управа Њујорка и Њу Џерзија пресељена је на адресу Авенија парк 225 — југ (енгл. 225 Park Avenue South) на Менхетновом Мидтауну, пре него што се вратила у Светски трговински центар 2015.
Доњи ниво зграде користе малопродајна предузећа, као што је Eataly, и повезује се путем подземне станице за малопродају и транспорт са PATH-овом станицом Светски трговински центар и станицом Њујоршког метроа WTC Cortlandt. Град Њујорк такође планира да закупи 54.036 квадратних метара простора, који још увек није у употреби, у завршеној згради. Најава компаније Spotify из фебруара 2017. године да ће изнајмити спратове од 62. до 72. за седиште у Сједињеним Државама, с накнадном најавом проширења од јула, довела је до пуне заузетости Светског трговинског центра 4. SportsNet New York, званични емитовања програма Њујорк метса, преселио је своје седиште са Америчке авеније 1271 у простор површине 7.700 квадратних метара у Светском трговинском центру 4.
Лифтове зграде испоручује Schindler и они су други најбржи у Северној Америци с брзином од 9 метара у секунди.